# Капитолий (организация польских художников)
Польская организация визуальных художников «Капитолий» — группа, созданная в марте 1936 года в Италии при Польской культурной ассоциации Адам Мицкевич. Название относится к самому важному из семи холмов Рима, связанному с идентичностью города и бывшей Римской империи.

## Члены
Власти
Источник:
- Президент: Ян Дзеслевски
- Прочие члены Правления и Ревизионной комиссии: Стефан Бакалович, Ядвига Богданович, Кристина Домбровская, Юзеф Гославский, Леонард Кочевский, Антоний Мадейский, Виктор Мазуровский, Михал Пашин, Леон Семирадский.

## Активность
Ассоциация организовала две выставки в Риме — в 1936 и 1939 годах. Они представили работы Кристины Домбровской, Юзефа Гославского, Антония Мадейского и Михал Пашины .
В переписке, адресованной в Институт художественной пропаганды, говорилось: «„Капитолий“ объединяет всё пластическое искусство поляков по всей Италии». (Письмо группы «Капитолий» в правление Института художественной пропаганды)
 